# 숙지초등학교
숙지초등학교는 대한민국 경기도 수원시 팔달구에 있는 공립 초등학교이다.

## 학교 연혁
- 1997. 01. 14 숙지초등학교 설립인가
- 1997. 03. 01 초대 홍기선 교장선생님 취임
- 1997. 03. 27 24학급 인가
- 1997. 04. 22 개교식(6학급)
- 1998. 03. 01 교육부 지정 인성교육 자율시범학교 지정
- 1998. 03. 28 급식소 준공
- 1999. 12. 16 5층 11실 증축 준공